# جهاز نانوأيوني
تنتمي الأجهزة النانوأيونية إلى فئة جديدة من الأجهزة الإلكترونية النانوية العاملة في الحالة الصلبة (بالإنجليزية: solid state devices)‏ لنقل أيون بسرعة بمقياس النانو. من أمثلة الأجهزة النانوأيونية مقابس ذات المقاومة الكمية

،
والمكثفات فائقة النانويونيك ذات الروابط المتغايرة المتماسكة
.